# Sint-Lambertuskerk (Nederwetten)
De Sint-Lambertuskerk is de parochiekerk van Nederwetten, gelegen aan Hoekstraat 46.
Deze rooms-katholieke kerk, in neogotische stijl met neoromaanse elementen, werd in 1895 gebouwd. Architect was Emmanuel Corbey. De voorganger was de, in 1898 gesloopte, Sint-Lambertuskerk, waarvan de Oude Toren nog een restant is. Deze kerk bevond zich ten westen van het huidige centrum.
Het is een bakstenen kruisbasiliek met driezijdig gesloten koor. De voorgebouwde, op het zuiden gerichte, toren heeft vier geledingen. Van belang zijn de vier topgevels in de toren, bekroond door een achthoekige naaldspits. Het ingangsportaal wordt geflankeerd door hardstenen kolommen.
De kerk bezit een gaaf neogotisch interieur met glas-in-loodramen en schoon metselwerk. De kolommen aan beide zijden zijn voorzien van heiligenbeelden. De glas-in-lood-ramen zijn vervaardigd door het glazeniersbedrijf Frans Nicolas en Zonen te Roermond en geplaatst in 1920.
Achter de kerk bevindt zich de begraafplaats. De toegang is voorzien van de opschriften: Heden ik en Morgen gij.
De kerk is sinds 2000 een beschermd rijksmonument (nr. 512455).

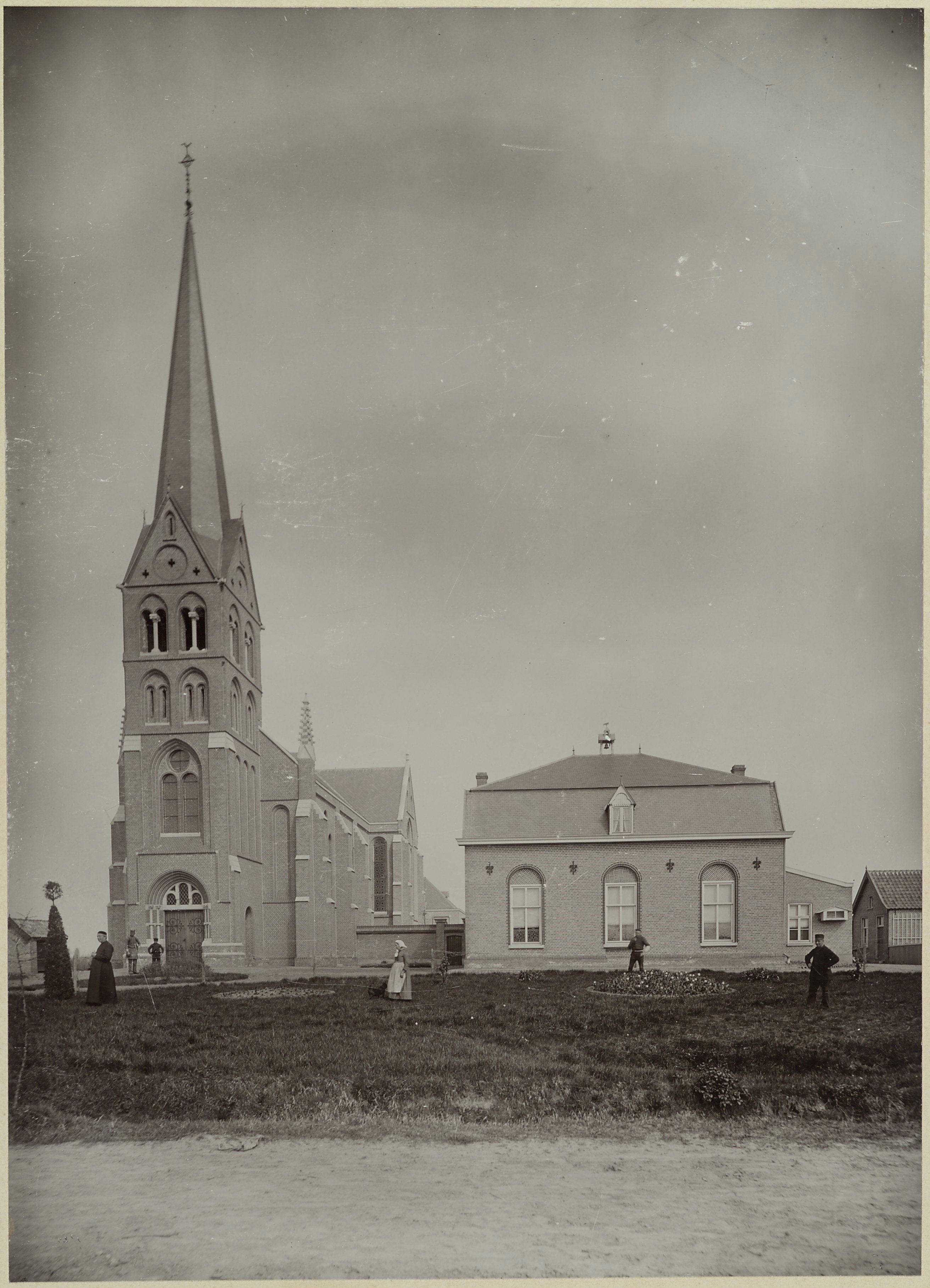
Voorzijde met pastorie
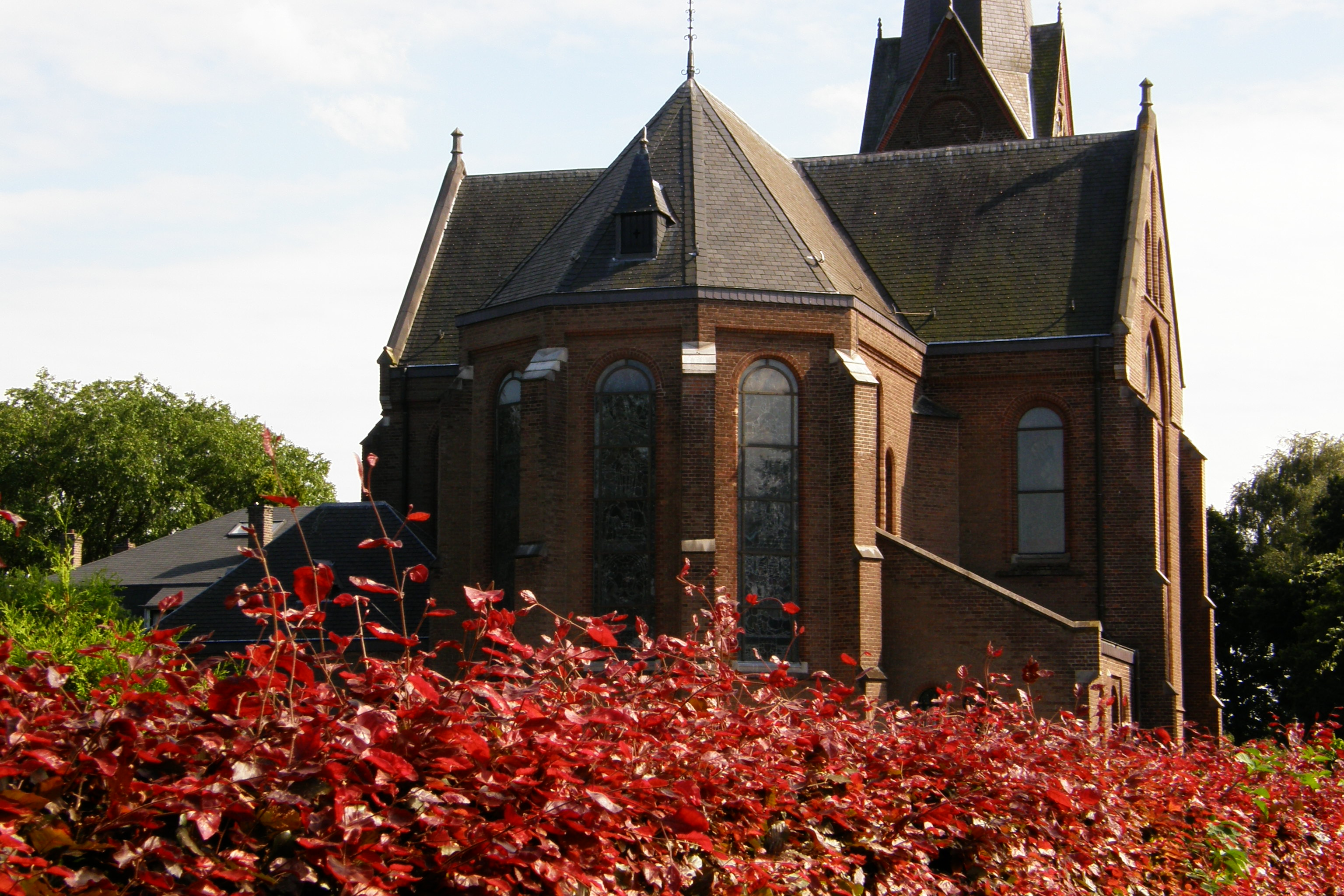
achterzijde
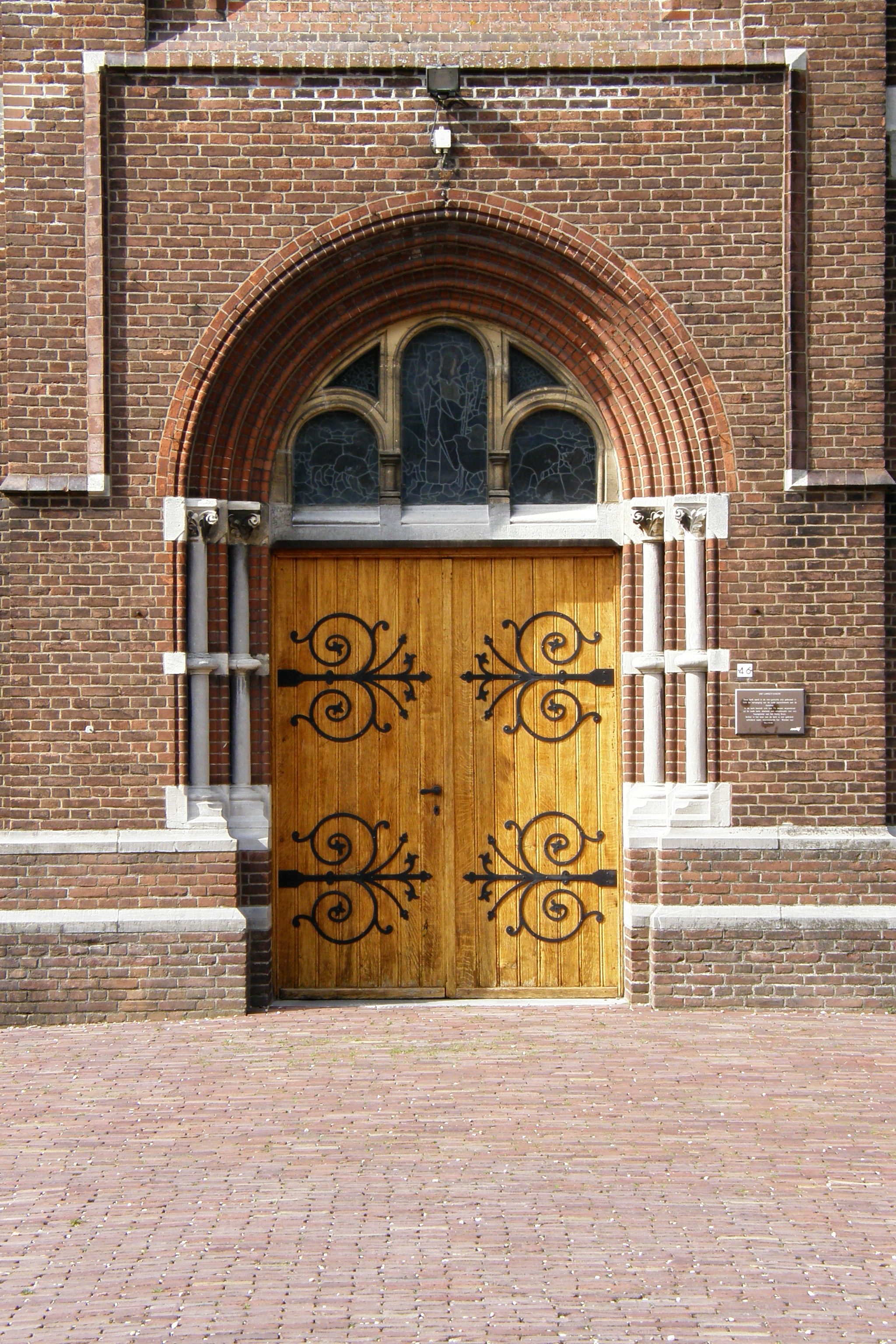
portaal
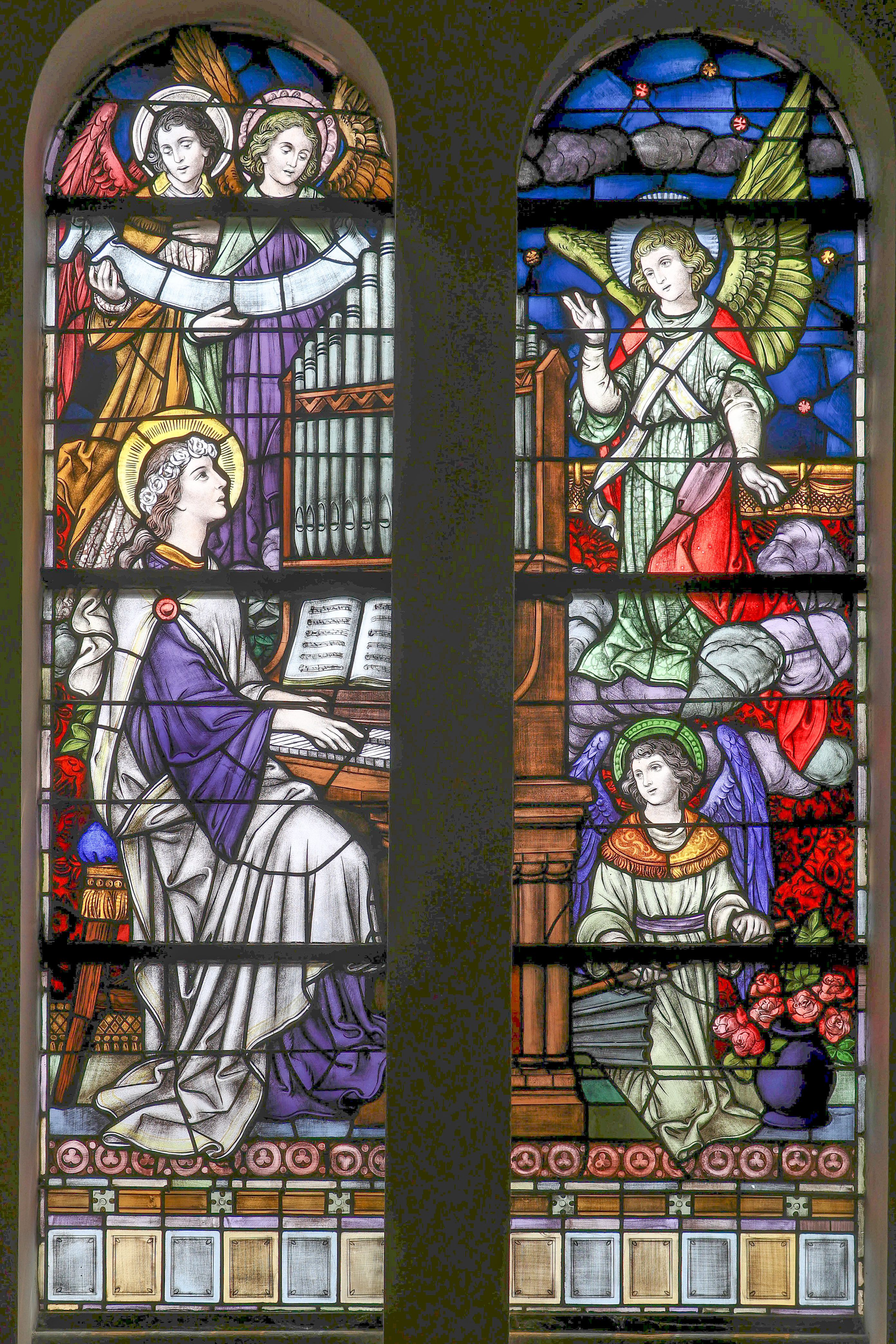
Glas-in-lood